# Акватинта

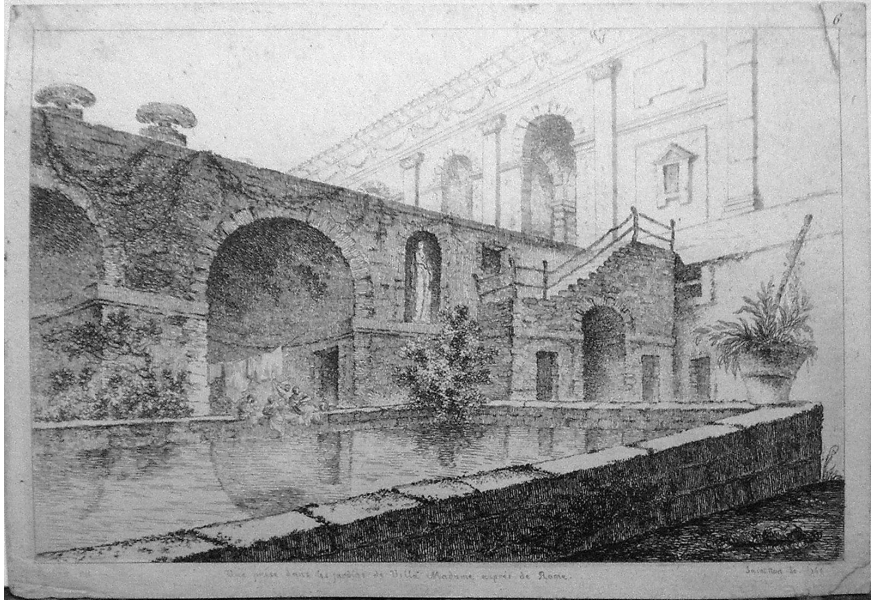
Жан-Клод Ришар, аббат де Сен-Нон. Вид парка на Вилле Мадама под Римом. По оригиналу Ю. Робера. 1765. Офорт, акватинта

Аквати́нта (итал. aqua — вода, итал. tinta — краска, тон) — техника гравюры на металле, разновидность офорта, иногда по традиции называемой одной из манер офорта, что неточно, поскольку в штриховом офорте существуют свои манеры. Акватинта — это техника гравирования на металле, «позволяющая, в отличие от офорта или резцовой гравюры, работать не линией и штрихом, а пятном, создавая тональные переходы, наподобие заливки акварелью или тушью, отсюда название».
Иногда термин «акватинта» путают с другими: аквафорт — устаревшим названием штрихового офорта, или с акватипией.

## Техника акватинты

С. Мулинари. Святой Иероним. По оригиналу Пармиджанино. 1785. Офорт, акватинта. Лист из коллекции Библиотеки Лейденского университета

Оттиск гравюры в технике акватинты напоминает рисунок водяными красками — акварелью; это сходство и обусловило происхождение наименования. Нужно подчеркнуть, что любые сравнения в эстампе, в гравюре на металле, и особенно — в офорте, весьма условны (речь идёт лишь о формальной аналогии с работами, выполненными общеизвестными графическими материалами), так как техника глубокой печати придаёт оттискам уникальные свойства, недостижимые в других, даже станковых, полиграфических техниках и в любых электронных технологиях.
Перед началом работы металлическую, чаще цинковую, пластину посыпают порошком измельчённой кислотоупорной канифоли или асфальта нужной зернистости. Затем пластину слегка нагревают, порошок плавится и мелкими шариками припаивается к металлу. Размер и густота зёрен определяют специфическую фактуру (бархатистость) тона в такой технике. После этого художник закрывает с помощью кисти кислотоупорным (обычно битумным) лаком согласно своему эскизу те участки «доски» (так гравёры называют любую печатную форму), которые должны остаться на оттиске светлыми, и оставляет незакрытыми те, которые подлежат травлению азотной кислотой. Медные доски травят слабым раствором хлорного железа. После травления канифоль смывают. Протравленные участки пластины приобретают фактуру — её характер обусловлен размерами и густотой крупинок канифоли. В процессе глубокой печати под давлением на увлажнённую бумагу, аналогично штриховому офорту (типографская краска втирается в протравленные участки печатной формы), краска удерживается фактурой и на оттиске даёт бархатистый тёмный тон.
Многократное травление на разную глубину с последовательным перекрыванием «планов» будущего изображения кислотоупорным лаком, в зависимости от точно рассчитанного времени (для этого используют пробную шкалу) позволяет создавать сложные тональные градации и переходы. Главная особенность «чистой акватинты» — отсутствие рисующих контуров и штрихов. Своеобразная фактура акватинты недостижима ни в какой другой технике. Однако существует некоторое сходство с техникой меццо-тинто.
Идеальные примеры «чистой акватинты» демонстрируют графические работы Эдуара Мане. Тем не менее, во многих случаях художники используют смешанную технику штрихового офорта или «сухой иглы» и акватинты. Как правило, сначала травят штрих, а после этого — тон. Лучший пример такого сочетания — гравюры Франсиско Гойи.
Существует много дополнительных технических приёмов, обогащающих тональные качества акватинты. Ослабить силу тона «перетравленных мест» можно вручную специальным инструментом — гладилкой, слегка заглаживая фактуру доски. Применяются приёмы обработки досок с помощью наждачной бумаги, соли, сахарного песка, используют так называемую «офсетную» грунтовку, зернение стали, «пропечатку», тонирование стальной щёткой и другие виды механического воздействия на поверхность печатной формы.

## Цветная акватинта
Подобно цветному офорту и цветной литографии, осуществляемых последовательной печатью с нескольких форм (для каждого цвета своя «доска») существует техника цветной акватинты. Для цветной печати пригодны офортные или специально обезжиренные масляные краски (в противном случае на бумаге со временем возникают жирные пятна). Многокрасочная печать требует более крупной структуры зерна либо сочетания мелкой, средней и крупной зернистости. Оттиск при многократной печати совмещается с печатными формами с помощью специальных отметок (иглы с отверстиями, как в ксилографии, в данном случае непригодны). Цветная акватинта хорошо соединяется со всеми видами штрихового офорта. Краску можно наносить кистью, тампоном или валиками, равномерно или с «растяжками» тона как это умели делать японские мастера в классической цветной гравюре на дереве.
Изобретателем цветной акватинты считается французский живописец и гравёр Жан-Франсуа Жанине. Его продолжателем был Филибер-Луи Дебюкур.
Цветную акватинту вначале, в XVIII веке, использовали исключительно в репродукционных целях для воспроизведения живописных картин маслом либо акварели или рисунков пастелью или «техники трёх карандашей»: сочетания в одном рисунке чёрного мела, или итальянского карандаша, белого мела и красной сангины. Мастером-экспериментатором в технике цветной акватинты в конце XIX века был французский художник Эжен Делатр.

## История

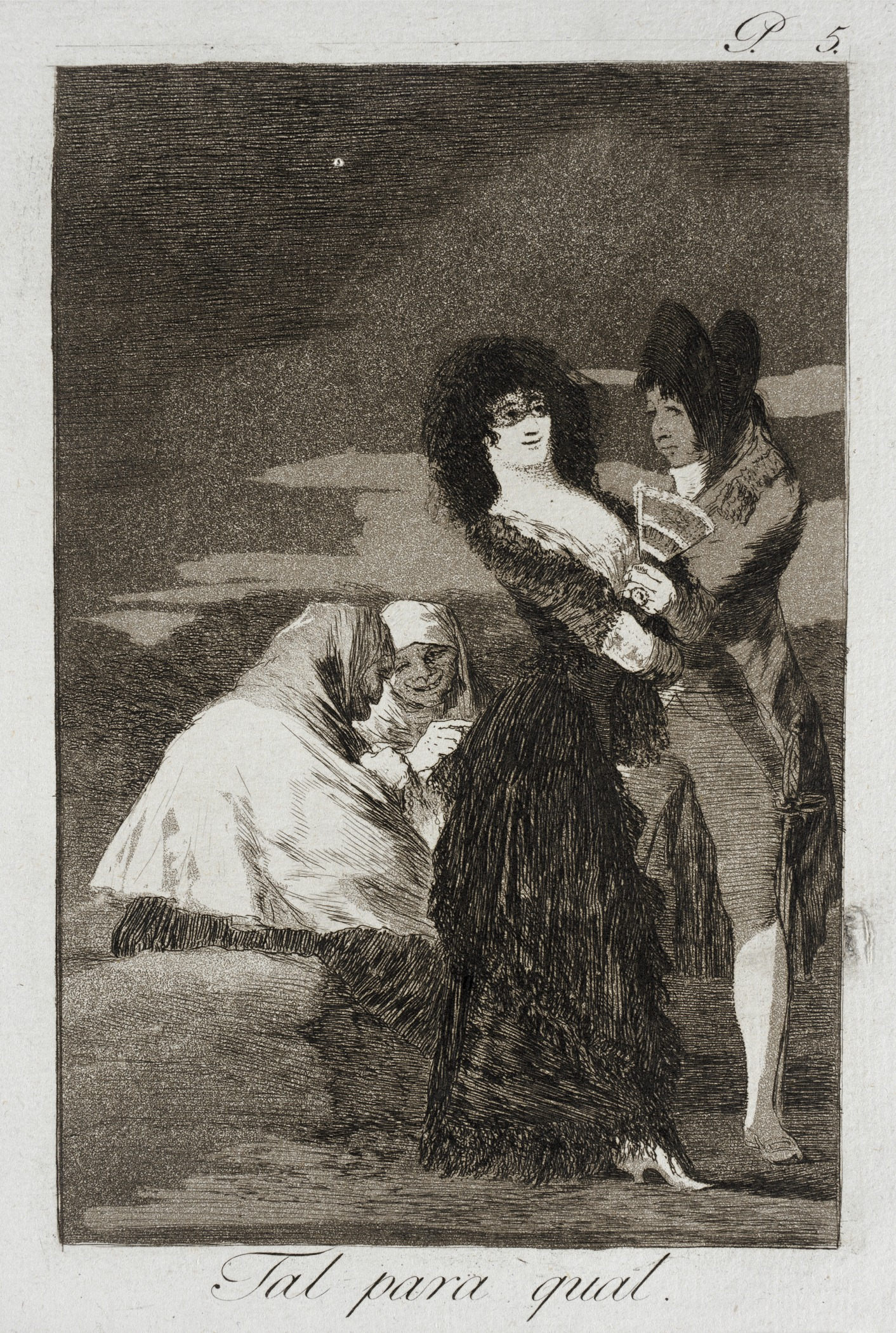
Ф. Гойя. Capricho № 5: Tal para cual. 1797—1799. Офорт, акватинта, сухая игла

Авторство этого нового вида офорта приписывают трём французским художникам. Среди первых, кто начал использовать акватинту, был Жан Батист Лепренс — создатель знаменитых «Русских типов», В других источниках первыми называют Жану-Шарлю Франсуа либо Франсуа-Филиппа Шарпантье, третьи приписывают первенство в использовании этого приёма аббату Ришару де Сен-Нону, якобы изобретшему запудривание доски асфальтовой пылью. Отдельные исследователи указывают, что асфальт с этой целью был впервые применён в Англии, и только впоследствии во Франции. Как бы то ни было, появление этой манеры всеми исследователями относится к 60-м — 70-м годам XVIII века.

### Мастера акватинты
Акватинта была разработана и нашла применение, прежде всего, как репродукционная техника, в настоящем качестве она имела место и развивалась до конца XVIII века. Французские мастера достигли необычайной изощрённости в совершенствовании методов репродуцирования, виртуозного воспроизведения сложных тональных градаций. В своих офортах эти художники, добиваясь передачи тончайших нюансов фактурного насыщения, о трудоёмкости рабочего процесса с печатной формой говорит тот факт, что используя с этой целью мелкодисперсную пыль, они доводили число травлений более чем до двадцати этапов.
Очень возрастает спрос на использование акватинты по мере развития цветного репродуцирования, когда совершенствующаяся цветная печать стала нуждаться в обогащении воспроизведения разной степени насыщением, глубиной тонального фактора. В числе достигших наибольшего успеха в этом направлении нельзя обойти молчанием имя Ж.-Ф. Жанине, который был первым, кто начал применять цвет в лависе, что дало ему возможность с помощью этой новой манеры весьма эффектно имитировать и репродуцировать акварельные и гуашевые работы, в основном мастер воспроизводил этим способом произведения О. Фрагонара. Больших успехов в использовании акватинты добились также Ш.-М. Декурти, Жан-Батист Делафосс, А. Ф. Жирар и Ф.-Л. Дебюкур.
В других странах Европы, за исключением Италии (один из наиболее заметных итальянских граверов акватинтой второй половины XVIII в. — Стефано Мулинари), эта техника не находила широкого распространения вплоть до конца XVIII века, и её развитие в предшествующий период протекало значительно менее активно нежели во Франции и под сильным влиянием добившихся большого успеха в её освоении тамошних мастеров. Только благодаря Франциско Гойе на рубеже XVIII и XIX веков произошли радикальные перемены в использовании этой богатой своими выразительными возможностями офортной манеры. Художник дал толчок новому, по-настоящему творческому пониманию широты валёрных возможностей акватинты. Мастер использовал сочетание основных рисующих качеств травлёного штриха и сухой иглы с лаконичными разной насыщенности плоскостями настоящей манеры, он с успехом демонстрирует достоинства этого сочетания в офортах серии «Капричос». В отдельных случаях Ф. Гойя прибегал к применению акватинты и практически в чистом виде. Вообще художником сделано очень много красивых, выразительных офортов в настоящей манере. Помимо указанной наиболее известной графической сюиты, с применением нескольких тоновых технологий им созданы «Деспаратес» (1814—1819), «Тавромахия» (1815), «Бедствия войны» (1810—1820) и другие циклы. Н. Ф. Гойя известен не только как блестящий офортист, но и как автор детально разработанной системы приёмов, большая выразительность которых построена на хорошо согласуемых лаконичном глубоком штрихе и больших локальных однородных пятнах акватинты. художник был одним из первых, кто начал применять строгую, но живую и экспрессивную линию и глубокие по тону, структурно насыщенные протравленные плоскости, когда формирование объёма не входит в задачи штриха, лишь контурно, конструктивно поддерживающего эти большие самостоятельно тонально активные «заливки», притом использование ахроматических градаций крайне «экономно», и этот лаконизм служит, в конце концов, достижению большей содержательности и драматическому соответствию ему формы.

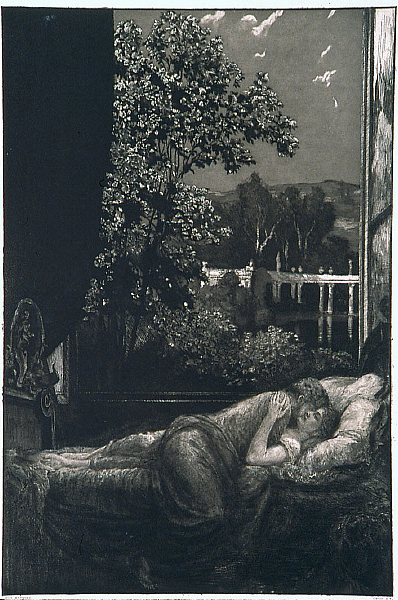
М. Клингер. 1880-е гг. Офорт, резец, акватинта

Достаточно быстро акватинта была принята хорошо развитой полиграфией Германии, из немецких мастеров репродукционной и авторской гравюры на металле можно назвать К. Кунца и Ф. Флейшмана. Во всех европейских странах акватинта получила постепенное распространение на протяжении XIX века. Её развитие сопровождалось последовательным поиском новых выразительных средств, совершенствованием техники и технологии. В арсенал приёмов приходит использование наждака, широкое применение жидких грунтов, обработка доски морской солью и другими способами, улучшающими графические, валёрные возможности этой манеры. С вхождением в обиход станковой авторской гравюры на металле, такое применение акватинты медленно, но планомерно вытесняет репродукционную её функцию, чему в немалой степени способствовало появление и совершенствование литографии и фотомеханических способов воспроизведения. Уже к началу XX века очень сильно возрос интерес к акватинте. как богатой возможностями художественной станковой графической технике. Многие мастера офорта создают произведения, в которых приёмы травления настоящим способом находят весьма удачное применение. Среди тех, кто использовал акватинту, мы видим Э. Мане. Т.-А. Стейнлена, Ф. Ропса, М. Клингера и очень многих других художников. Современная западно-европейская и американская графика использует акватинту очень активно, мастера офорта постоянно экспериментируют, вводят новые способы и дополнительные приёмы обработки печатной формы.
Во второй половине XX века в технике акватинты успешно работали такие европейские мастера, как: Дж. Фридлендер и Б. Кудрен.
В России помимо А. Н. Оленина и А. Г. Ухтомского, а также некоторых других художников начала—середины XIX века, которые в своих эпизодических офортных опытах прибегали к использованию мягкого лака, лависа и акватинты, наиболее интересными работами, с точки зрения использования художественных качеств акватинты, представлены в конце XIX — начале XX века В. Д. Фалилеев, М. В. Якунчикова и И. И. Нивинский, а также М. А. Фомин и М. А. Добров.